# Europaschule Troisdorf
Die Europaschule Troisdorf (vollständig: Europaschule Troisdorf Städtische Gesamtschule) ist eine Gesamtschule in der Ortschaft Troisdorf-Oberlar und eine von sieben weiterführenden Schulen in Troisdorf. Seit 1988 ist sie eine integrierte Gesamtschule, seit 1994 besteht die Oberstufe an der Europaschule Troisdorf und 1997 verließen die ersten Abiturientinnen und Abiturienten die Schule.

## Geschichte
In den Jahren 1977 bis 1979 wurde durch die Stadt Troisdorf das Schulzentrum „Am Bergeracker“ errichtet. Hier fand zunächst der parallele Schulbetrieb einer städtischen Haupt- und einer Realschule statt. Im Zuge der Reform des nordrheinwestfälischen Schulsystems begannen die Planungen zur Zusammenlegung der Schulen zu einer Gesamtschule. Zum Beginn des Schuljahres 1988/89 wurden die ersten Schüler schließlich in die städtische Gesamtschule Troisdorf aufgenommen, der Lehrbetrieb verlief zunächst parallel zu den bestehenden Schulen. Die Europaschule Troisdorf ist damit die älteste Gesamtschule des Rhein-Sieg Kreises, des drittgrößten Landkreises Deutschlands.
Im Juni 1994 verließen die ersten Absolventen die neue Gesamtschule. Im selben Sommer wurde die Sekundarstufe II an der Europaschule Troisdorf eröffnet und die ersten Schüler bezogen die neu errichteten Unterrichtsräume. Im Juni 1997 verließen 59 Abiturienten als erster Jahrgang die Europaschule Troisdorf.

## Besonderheiten
Die Europaschule Troisdorf wurde bereits bei ihrer Gründung als alternative Schule ausgerichtet und hierfür vom Kultusministerium des Landes Nordrhein-Westfalen als Modellvorhaben im Rahmen des Konzeptes „Gestaltung des Schullebens und Öffnung von Schule“ (kurz: GÖS) gefördert. Die Erkenntnisse des Konzeptes GÖS fließen laufend in die Formulierung der Bildungsgrundsätze des Landes Nordrhein-Westfalen ein, heutiger Schwerpunkt ist die Förderung der Durchlässigkeit des SBildungsgrundsätze für den Elementar- und Primarbereichchulsystems. Die alternative Ausrichtung der Europaschule Troisdorf äußert sich unter anderem in einer Anpassung der traditionellen Form des Frontalunterrichts. Ziel ist die Übertragung von Eigenverantwortung an die Schüler mit Hilfe des Entwicklungsvorhabens „Selbstorganisiertes Lernen“ und der Förderung in sogenannten „Profilklassen“. Die Grundsätze sind dabei, Schüler in die Denk- und Entscheidungsprozesse einzubeziehen, Neuerungen aufgeschlossen anzunehmen und Bewährtes zu erhalten.
Im Sommer 2009 ließ die Europaschule Troisdorf flächendeckend interaktive Whiteboards in den Klassenräumen installieren. Die Schule ist damit eine der landesweiten Vorreiter im Hinblick auf die Nutzung digitaler Medien. Die Nutzung dieser vernetzten Systeme ermöglicht neue Formen der Unterrichtsgestaltung und bereitet die Schüler gezielt auf die Nutzung digitaler Medien im späteren Berufsleben vor.

## Schülerschaft
Eine Forderung bei der Gründung der Gesamtschule war das „Recht auf Bildung“, es wurde zu dieser Zeit bereits über die Durchlässigkeit des Schulsystems diskutiert. Die Europaschule Troisdorf konzentriert sich demzufolge darauf, ihren Schülern Aufstiegsmöglichkeiten im Schulsystem zu bieten. Als Folge dessen erreichen überdurchschnittlich viele Schüler mit Migrationshintergrund an der Europaschule Troisdorf die allgemeine Hochschulreife.